# Comitatul Washington, Minnesota
Comitatul Washington (în engleză Washington County) este un comitat din statul Minnesota, Statele Unite ale Americii. Conform recensământului din 2010, are o populație de 238.136 de locuitori, fiind astfel al cincilea cel mai populat comitat din Minnesota. Reședința comitatului este orașul Stillwater. Comitatul a fost înființat în 1849.

## Autostrăzi majore
- Interstate 35
- Interstate 94
- Interstate 494
- Interstate 694
- U.S. Highway 8
- U.S. Highway 10
- U.S. Highway 12
- U.S. Highway 61
- Minnesota State Highway 5
- Minnesota State Highway 36
- Minnesota State Highway 95
- Minnesota State Highway 96
- Minnesota State Highway 97
- Minnesota State Highway 120
- Minnesota State Highway 244

## Comitate adiacente
- Chisago County (nord)
- Polk County, Wisconsin (nord-est)
- St. Croix County, Wisconsin (est)
- Pierce County, Wisconsin (sud-est)
- Dakota County (sud-vest)
- Ramsey County (vest)
- Anoka County (nord-vest)